# 발데마라스 호미추스
발데마라스 호미추스(리투아니아어: Valdemaras Chomičius, 1959년 5월 4일~) 혹은 발데마르 퍄트라소비치 호미추스(러시아어: Вальдемар Пятрасович Хомичюс)는 리투아니아의 농구 선수로 포지션은 포인트 가드와 슈팅 가드이다. 1985년부터 1987년까지 3회 연속으로 잘기리스 카우나스 소속으로 소련 리그에서 우승을 차지했을 당시 팀의 주장을 맡았다.
소련 국가대표로서 1988년 하계 올림픽에서 금메달, 세계 선수권 대회 1회 우승, 유럽 선수권 대회 2회 우승을 달성했으며 소련 해체 후에는 리투아니아 국가대표로 활약하면서 1992년 하계 올림픽에서 동메달을 획득했다.